# Catasetum socco
Catasetum socco är en orkidéart som först beskrevs av Vell., och fick sitt nu gällande namn av Frederico Carlos Hoehne. Catasetum socco ingår i släktet Catasetum och familjen orkidéer. Inga underarter finns listade i Catalogue of Life.

## Bildgalleri

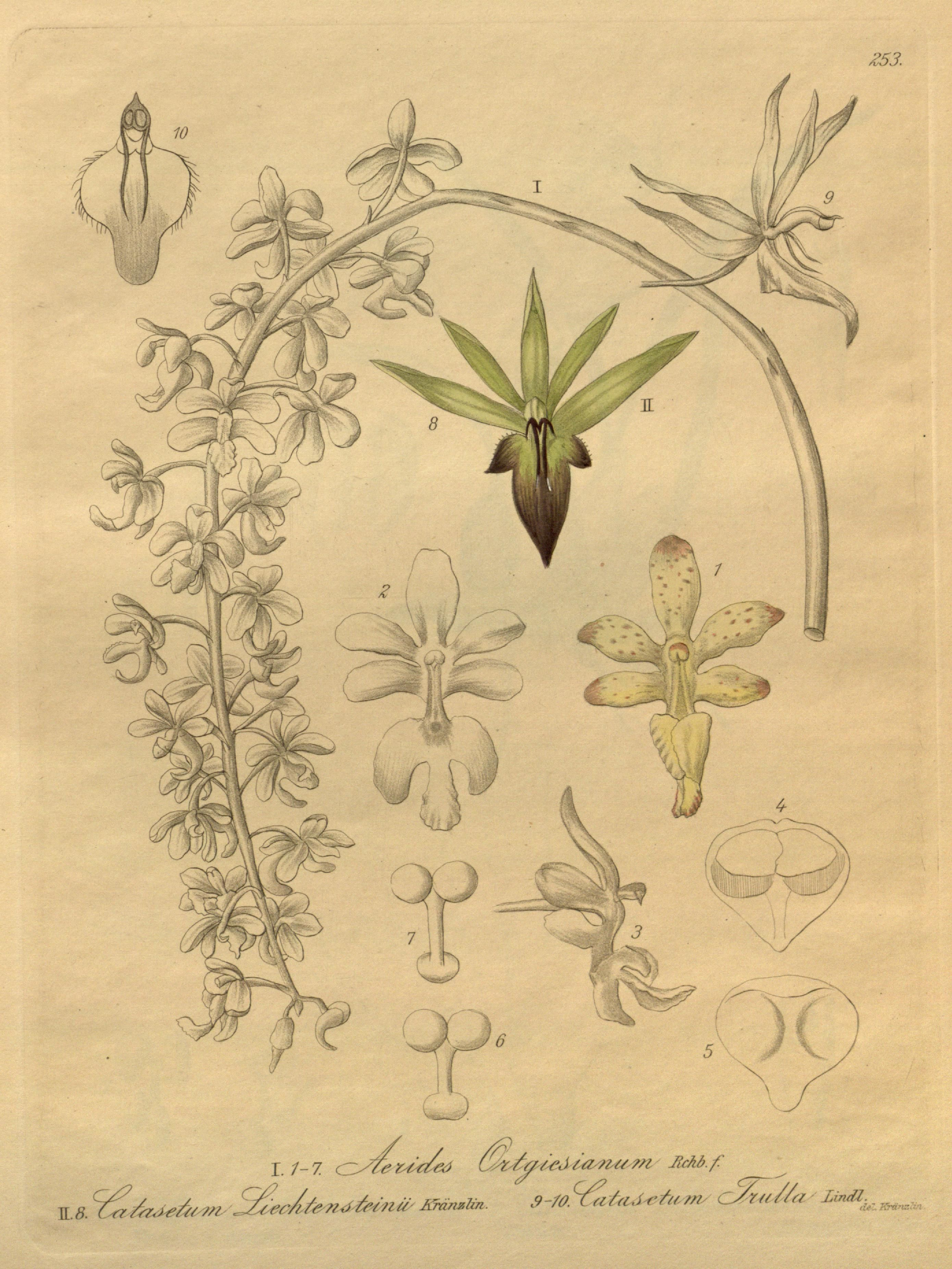
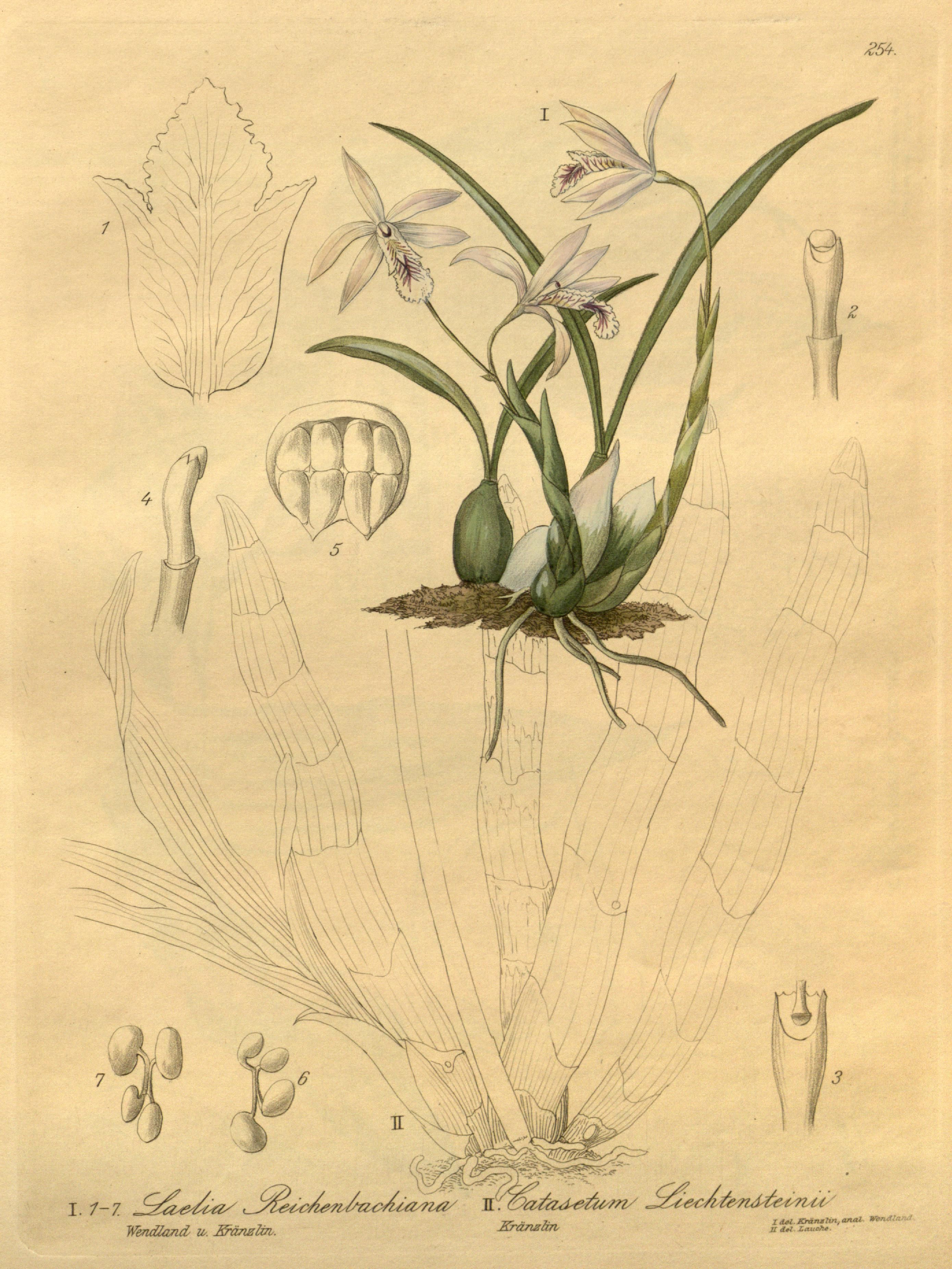